# 村地綜合木材
村地綜合木材株式会社（むらちそうごうもくざい）は、滋賀県蒲生郡竜王町の木材・プレカット・新建材・住設機器・サッシ等の販売を行う企業である。通称・ムラチ。

## 沿革
- 1948年4月  創業者の村地新三が、個人事業として創業。
- 1963年9月  有限会社村地製材所として法人化。
- 1982年4月  組織変更で村地綜合木材株式会社に社名変更。
- 1990年8月　代表取締役　村地良一　就任
- 1992年9月　竜王町西川に社宅を新築
- 1992年12月　本社屋を新築
- 2001年8月　代表取締役　村地一洋　就任
- 2006年10月　太陽光発電事業開始
- 2006年12月   広澤克実とイメージキャラクター契約を行い、びわ湖放送でＣＭの放送を開始。
- 2007年3月　社屋を増築
- 2008年 2月  木の家設計株式会社を設立。
- 2008年7月　羽柄、合板プレカットの自社工場稼働
- 2009年2月　グループ会社、木の家設計㈱　ハウスプラス住宅保証、認定サポートセンターとして事業者登録
- 2012年  村地建材貿易（上海）有限公司を設立。
- 2012年6月1日   新築・リフォーム情報サイト「シガ宅」をオープン、びわ湖放送にて放送されているCMのイメージキャラクターがタージンに交代する。
- 2013年6月　シガ宅新築・リフォームフェア2013inドラゴンハット開催
- 2014年7月  サイディングプレカット工場開設。
- 2014年10月   桧山進次郎とイメージキャラクター契約を行う。
- 2016年  　「滋賀ユナイテッド」（ベースボール・チャレンジ・リーグ）とパートナー契約を行う。
- 2017年9月 　トリスミ集成材株式会社をグループへ（完全子会社化）（グループ会社内にて集成材の製造、プレカット加工、大型木造設計、施工の対応可能に）
- 2018年7月　奈良営業所開設
- 2019年6月　大阪CADセンター開設
- 2021年4月　アルミサッシ事業開始（YKK AP住宅・非住宅サッシ、エクステリア販売）
- 2023年1月　南草津駅前オフィス開設
- 2024年11月　代表取締役　藤井行彦　就任